# Hans Bachl
Johann „Hans“ Nepomuk Bachl (* 8. März 1917 in Linz; † 4. April 1985 ebenda) war ein österreichischer Chorleiter und Musikpädagoge.

## Leben
Hans Bachl wurde am 8. März 1917 als Sohn des Johann Nepomuk Bachl senior (* 17. April 1877), Grundbesitzer und Magazinaufseher bei den k.k. Staatsbahnen in Linz, und dessen Ehefrau Theresia (geborene Eibensteiner; * 13. Oktober 1874) in Linz geboren und am 18. März 1917 auf den Namen Johann Nepomuk getauft. Seine Eltern hatten am 12. Jänner 1902 geheiratet.
Bachl war Pflichtschul- und AHS-Lehrer sowie Professor an der Pädagogischen Akademie in Linz. Er gründete 1950 die Sing- und Spielgruppe oberösterreichischer Lehrer (heute Bachl-Chor) und die Singschule der Musikschule der Stadt Linz, die er bis 1984 leitete. Ab 1959 leitete er auch die St. Florianer Sängerknaben. Bachl förderte die Pflege alter und neuer Chormusik, des Volksliedes und Volkstanzes, des heimischen Brauchtums und der oberösterreichischen Tracht.
Bachl starb 1985 in Linz.

## Auszeichnungen
- Berufstitel Professor (1967)